# Хамада (Шимане)
Вижте пояснителната страница за други значения на Хамада.
Хамада (по английската Система на Хепбърн Hamada) е град в префектура Шимане, Япония. Градът е трети по големина в префектурата и е разположен в югозападния ѝ край. Той е крайбрежен град на брега на Японско море.
Населението му е 61 325 жители (2008 година) с площ от 689,6 km2. Градът е основан на 3 октомври 1940 г. През октомври 2005 г. към него се присъединяват заобикалящите го градове Асахи, Канаги, Мисуми, както и село Ясакава.
Префектуриалният университет в префектура Шимане се намира в Хамада.
Градът е един от малкото в региона, които имат пристанища за тежкотоварни кораби. Пристанището на Хамада може да приема кораби с максимална тонажност до 50 000 тона.